# Zimbabwe Cricket
Zimbabwe Cricket (precedentemente noto come Zimbabwe Cricket Union) è la federazione nazionale del gioco del cricket dello Zimbabwe.

## Storia
Il cricket è stato introdotto in Rhodesia nel diciannovesimo secolo, e a differenza di molte altre nazioni il paese ha visto ben presto la creazione di un organismo unico per regolamentarlo, infatti la Rhodesian Cricket Union fu costituita nel 1898. La Rhodesia istituì la Logan Cup nel 1903-04 per i propri club ma partecipò anche alla Sunfoil Series sudafricana (il campionato provinciale) nel 1904/05 e di nuovo tra il 1929/30 e il 1979/80. Nel maggio 1980 il governo post-coloniale del paese, riconquistata l'indipendenza e cambiato il nome del paese iniziò ad organizzare un proprio calendario separandosi definitivamente dal Sudafrica. e diventando Associate Member dell'International Cricket Conference
Il 6 luglio 1992 la Zimbabwe Cricket Union è diventata un full member dell'ICC. Contestualmente la federazione è stata rifondata ex-novo.
A metà degli anni duemila, come tutto il resto del paese (afflitto da una delle più gravi crisi economiche e politiche di tutti i tempi) il cricket nazionale ha attraversato una crisi senza precedenti. Il regime di Robert Mugabe, ampiamente condannato dalla Nazioni Unite per violazione dei diritti umani ha esteso il suo controllo sulla federazione fino a prenderne il pieno controllo. In seguito alla crisi economica e sociale del paese i due giocatori Andy Flower ed Henry Olonga (tra i migliori del paese) hanno rinunciato alle partite internazionali come protesta contro il regime di Mugabe e in seguito si sono trasferiti a giocare all'estero per paura di ripercussioni. Molti altri giocatori, che inizialmente non si schierarono, cambiarono presto idea e seguirono l'esempio di Flower e Olonga quando il capitano Heath Streak fu allontanato dalla nazionale per motivi politici, a conferma di quanto ormai la federazione fosse una emanazione delle scelte governative.
Con la nazionale privata dei suoi migliori elementi la federazione ha iniziato a schierare giocatori convocati non per merito sportivo ma unicamente per la vicinanza personale al governo o ai vertici federali. Inoltre i giocatori di pelle bianca hanno lamentato molteplici discriminazioni nel trovare ingaggi ad alti livelli nel paese (la politica interna di Mugabe è sempre stata fiera sostenitrice di una politica razzista a danno delle minoranze etniche, tra cui i bianchi), venendo costretti all'esodo e in alcune occasioni ad acquisire la cittadinanza delle nazioni ospitanti per poter giocare a livello internazionale.
A livello internazionale i risultati di questa serie di eventi sono state prestazioni catastrofiche della squadra nazionale, che ha subito sconfitte umilianti in molteplici occasioni. L'apice si è toccato nel tour della nazionale della Nuova Zelanda, in cui gli oceanici hanno vinto entrambi i test match disputati con una facilità disarmante (il primo terminò addirittura dopo solo due dei cinque giorni previsti per l'incontro). Il risultato di queste performance è stata la sospensione della nazionale dal test cricket dal 2005.
In seguito ad alcune riforme organizzative la nazionale è stata riammessa al test cricket nel 2011 ed è attualmente in fase di ripresa.

## Competizioni
Oltre ad organizzare il calendario della selezione nazionale Zimbabwe Cricket organizza le seguenti competizioni:
- Logan Cup
- Coca-Cola Metbank Pro50 Championship
- Stanbic Bank 20 Series